# Omphalotropis semicostulata
Omphalotropis semicostulata е вид коремоного от семейство Assimineidae.

## Разпространение
Видът е разпространен в Гуам.